# くじら座タウ星f
くじら座τ星f（くじらざタウせいf）(英語:Tau Ceti f)とは地球からわずか11.9光年のところにある太陽に似た恒星、くじら座τ星を公転している5つの太陽系外惑星の内の一つである。

## 発見
くじら座τ星にはくじら座τ星f以外に4つの太陽系外惑星が発見されている。いずれもMikko Tuomiらの共同研究チームが2012年にHIRES、AAPS、HARPSなどのプロジェクトの観測によって発見された。発見の成果は同年12月29日に発表された。惑星を複数個持つ恒星はこれまでグリーゼ876の15.3光年が最も近い惑星系であったが、くじら座τ星はこの記録を更新した。
くじら座τ星fは、惑星の公転によって恒星の位置がわずかながらずれ、それが恒星から放出される光の波長にドップラー効果を起こすドップラー分光法によって発見された。この手法は古典的なものである。くじら座τ星fは非常に質量の小さい惑星であるため、主星に及ぼす視線速度の変化は秒速60cm前後と極めて小さく、それによるドップラー効果は非常に小さい。実際、従来の観測手法においては、くじら座τ星系の惑星はくじら座τ星b、c、dまでしか発見できなかった。
発見チームは、観測データからノイズを上手く除去する方法を確立し、ノイズの中からeとfを示す信号を発見することに成功した。それは、検出された信号に仮の惑星を配置することで、どのような影響があるかを仮定してノイズを引き出し、見つける方法である。
この方法で惑星を発見したことで、他の惑星系の既存のデータから未知の惑星を発見する手法を確立した事を示す。この手法が本当に使えるのかを確かめる対象としてくじら座τ星が選ばれた。なぜなら、くじら座τ星は過去14年間の観測では惑星が発見できなかったためである。1998年からの観測で、2012年に5個の惑星が発見されるまでは、木星と等しいかそれより近い軌道にある木星質量と等しいかそれ以上の質量を持つ惑星は、ドップラー分光法では見つかっていなかった。また、ハッブル宇宙望遠鏡による直接観測でも遠い軌道に惑星は見つかっていなかった。

## 軌道要素と物理的特徴

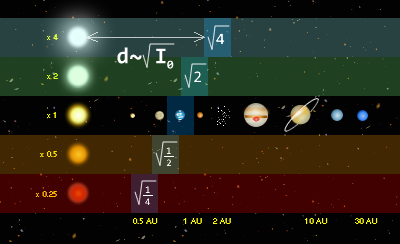
恒星の明るさごとのハビタブルゾーンの範囲。くじら座τ星系は下から2番目の「×0.5」に相当する。

くじら座τ星fは恒星から1.35AUの距離を1.76年かけて公転している。この軌道要素は太陽から1.52AUの距離を1.88年かけて公転している火星と似ている。
発見方法の視線速度法では惑星の物理的特徴は下限質量しか求めることができない。くじら座τ星fの下限質量は地球の6.6倍とされている。この質量からくじら座τ星fは地球と同じく岩石で構成されているが、地球より巨大なスーパー・アースの可能性が高い。さらにくじら座τ星fはくじら座τ星のハビタブルゾーン(液体の水が存在できる領域)内を公転している為、表面に液体の水が存在し、生命が存在する可能性もある。
しかし、ハビタブルゾーン内とはいえその外縁付近を公転している為、表面温度は233K(-40℃)と地球より寒冷な可能性もある。あくまでこの値は大気が無く、温室効果作用が無い場合のものである。くじら座τ星fほどの質量があれば十分、大気は存在できるとされている為、実際はもう少し暖かいかもしれない。